# Robert Silverberg
Robert Silverberg (født 15. januar 1935 i Brooklyn, New York) er en produktiv amerikansk forfatter, bedst kendt for sit science fiction-forfatterskab. Han har vundet flere Hugo- og Nebula-priser.
Silverberg, der siden sin barndom har været en læsehest, begyndte at indsende historier til science fiction-magasiner i sine tidlige teenagerår. Han gik på Columbia University, hvor han tog en Bachelor of Arts i engelsk litteratur i 1956, mens han fortsatte med at skrive science fiction. Hans første udgivne roman, børnebogen Revolt on Alpha C udkom i 1955, og det efterfølgende år vandt han sin første Hugo-pris, som bedste nye forfatter. De næste fire år skrev han efter egen optælling en million ord om året, til blandt andre tidsskrifter. I 1959 kollapsede markedet for science fiction hvorfor Silverberg fortsatte sin store produktion på andre områder, fra omhyggeligt videnskabeligt underbyggede historiske fagbøger til blød pornografi for Nightstand Books.
I midten af 1960'erne begyndte science fiction-forfattere at blive mere litterært ambitiøse. Frederik Pohl, som da var redaktør for tre science fiction-tidsskrifter, tilbød Silverberg carte blanche til at skrive for dem. Dermed inspireret vendte Silverberg til science fiction-genren, med meget større opmærksomhed på sine figurers karakturudvikling og sociale baggrund end tidligere, og iblandet elementer fra den modernistiske litteratur han havde læst ved Columbia-univeritet.
De bøger han skrev på det tidspunkt, blev af vide kredse anset for at være et kvantespring fra hans tidligere værker. Den måske første bog, der markerede den "nye" Silverberg, var To Open the Sky, en roman baseret på en række noveller, udgivet af Pohl i Galaxy, hvori en ny religion hjælper folk med at nå stjernerne. Bogen blev efterfulgt af Downward to the Earth, den måske første postkoloniale science fiction-bog, en bog med genlyd af Joseph Conrad, hvori en tidligere administrator fra Jorden af en fremmed verden vender hjem efter den er blevet frigjort. Andre populære og kritikerroste værker fra den tid er To Live Again, hvori afdødes personligheder kan overføres; The World Inside, et kig på en overbefolket fremtid; samt Dying Inside, en fortælling om en telepat der mister sine evner, og hvis handling udspiller ved Columbia-univeritetet.
I 1969 fik Nightwings Hugo-prisen for bedste kortroman. Han vandt en Nebula-pris i 1970 for novellen Passengers, og to priser det efterfølgende år for romanen A Time of Changes og novellen Good News from the Vatican. I 1975 vandt han endnu en Nebula-pris, denne gang for kortromanen Born with the Dead. I 1986 vandt han en Nebula-pris for kortromanen Sailing to Byzantium, og i 1990 en Hugo-pris novellen Enter a Soldier. I 2004 blev han af organisationen Science Fiction Writers of America udnævnt til "stormester".
Efter at han havde fået problemer med skjoldbruskkirtlen, og der udbrød brand i hans hus, flyttede han i 1972 fra delstaten New York til vestkysten, og i 1975 meddelte han, at han efter mange år med ekstrem høj produktivitet nu trak sig tilbage som forfatter. Men i 1980 vendte han dog tilbage med Lord Valentine's Castle, et panoramisk eventyr, der fandt sted på en fremmed klode. Bogen blev grundlag for Majipoor-serien, og han har fortsat med at skrive lige siden.
Silverberg har været gift to gange. Første gang var med Barbara Brown i 1956, som han blev separeret fra i 1976 og skilt fra i 1986. Silverberg giftede sig med Karen Haber, der også er science fiction-forfatter, i 1987. Parret bor i Montclair, en lille velhaver-bydel i Oakland, Californien.

## Udvalgte værker
- Revolt on Alpha C (1955)
- Master of Life and Death (1957)
- Aliens from Space (1958) – under pseudonymet David Osborne
- Lost Cities and Vanished Civilizations (1962) – fagbog
- Time of the Great Freeze (1963)
- Thorns (1967)
- Mound-Builders of Ancient America (1968) – fagbog
- Those Who Watch (1967)
- The Time Hoppers (1967)
- To Open the Sky (1967)
- The Man in the Maze (1968)
- Nightwings (1969)
- Across a Billion Years (1969)
- Downward to the Earth (1969)
- Three Survived (1969)
- To Live Again (1969)
- Up the Line (1969)
- Hawksbill Station (1970)
- Tower of Glass (1970)
- The World Inside (1971)
- A Time of Changes (1971)
- The Book of Skulls (1972)
- Dying Inside (1972)
- The Stochastic Man (1975)
- Lord Valentine’s Castle (1980)
- Valentine Pontifex (1983)
- Lord of Darkness (1983)
- Gilgamesh the King (1984)
- Tom O’Bedlam (1985)
- Star of Gypsies (1986)
- Hackers (1987) – noveller
- At Winter’s End (1988)
- To the Land of the Living (1990)
- Thebes of the Hundred Gates (1991)
- The Positronic Man (1992) – med Isaac Asimov
- The Ugly Little Boy (1992) – med Isaac Asimov
- The Alien Years (1997)
- Sorcerers of Majipoor (1997)
- Lord Prestimion (1999)
- The King of Dreams (2001)
- The Longest Way Home (2002)
- Roma Eterna (2003)